# Jérôme Gnako
Jérôme Gnako (Bordeaux, 17 febbraio 1968) è un ex calciatore francese, di ruolo centrocampista.

## Carriera

### Club

#### Inizi
Inizia la sua carriera nella sua città natale, dove ci rimane dal 1984 al 1988. L'anno seguente viene venduto per prestito all'Olympique Alès, dove gioca 6 partite. A fine anno non viene riscattato e viene venduto allo SCO Angers, dove ci gioca per due anni, finché non andò alla squadra monegasca del Monaco.

#### Monaco
Con i monegaschi rimane per tre anni, dal 1991 al 1994, dove in campionato, totalmente, gioca 119 partite con 16 gol. Con il Monaco, inoltre, partecipa alla Coppa delle Coppe 1991-92, dove l'esordio avviene nella semifinale contro il Feyenoord (andata 1-1; ritorno 2-2), entrando, all'andata, al 73', mentre al ritorno esce nel 77'. Viene convocato anche per la finale di questa coppa, giocata contro il Werder Brema, match perso 2-0.
Nella stagione 1993-1994 gioca 10 partite con un gol in Champions League, dove l'esordio avviene contro l'AEK Atene, match vinto 1-0 allo Stade Louis II. Il suo primo gol avviene contro il Galatasaray (match vinto 2-0), entrando al 73'. La sua squadra raggiunge la semifinale, dove viene sconfitta dal Milan per 3-0.

#### Sochaux, Nizza e fine carriera
Nel 1994 viene acquistato dal Sochaux, giocando 14 partite, dove ci rimane per un anno. L'anno seguente passa al Nice, dove gioca 27 partite con un gol.
Il 1º luglio 1996 decide di abbandonare il calcio giocato.

### Nazionale
Ha collezionato 2 presenze con la propria Nazionale, dove l'esordio avviene il 14 ottobre 1992 contro l'Austria per la qualificazione al Mondiale del 1994, partita vinta 2-0.

## Statistiche

### Cronologia presenze e reti in Nazionale
| Cronologia completa delle presenze e delle reti in nazionale ― Francia | Cronologia completa delle presenze e delle reti in nazionale ― Francia | Cronologia completa delle presenze e delle reti in nazionale ― Francia | Cronologia completa delle presenze e delle reti in nazionale ― Francia | Cronologia completa delle presenze e delle reti in nazionale ― Francia | Cronologia completa delle presenze e delle reti in nazionale ― Francia | Cronologia completa delle presenze e delle reti in nazionale ― Francia | Cronologia completa delle presenze e delle reti in nazionale ― Francia |
| Data                                                                   | Città                                                                  | In casa                                                                | Risultato                                                              | Ospiti                                                                 | Competizione                                                           | Reti                                                                   | Note                                                                   |
| ---------------------------------------------------------------------- | ---------------------------------------------------------------------- | ---------------------------------------------------------------------- | ---------------------------------------------------------------------- | ---------------------------------------------------------------------- | ---------------------------------------------------------------------- | ---------------------------------------------------------------------- | ---------------------------------------------------------------------- |
| 14-10-1992                                                             | Parigi                                                                 | Francia                                                                | 2 – 0                                                                  | Austria                                                                | Qual. Mondiali 1994                                                    | -                                                                      | 63’                                                                    |
| 16-2-1994                                                              | Napoli                                                                 | Italia                                                                 | 0 – 1                                                                  | Francia                                                                | Amichevole                                                             | -                                                                      | 53’                                                                    |
| Totale                                                                 |                                                                        | Presenze                                                               | 2                                                                      |                                                                        | Reti                                                                   | 0                                                                      |                                                                        |

## Palmarès
- Campionato francese: 1

Bordeaux: 1986-1987